# Osteopelta
Osteopelta är ett släkte av snäckor. Osteopelta ingår i familjen Osteopeltidae.
Osteopelta är enda släktet i familjen Osteopeltidae.
Kladogram enligt Catalogue of Life:
| Osteopelta | \| \| Osteopelta mirabilis \| \| \| \| \| \| Osteopelta praeceps \| \| \| \| |
|            | \| \| Osteopelta mirabilis \| \| \| \| \| \| Osteopelta praeceps \| \| \| \| |
|            | Osteopelta mirabilis                                                         |
|            |                                                                              |
|            | Osteopelta praeceps                                                          |
|            |                                                                              |